# コヒーラ検波器

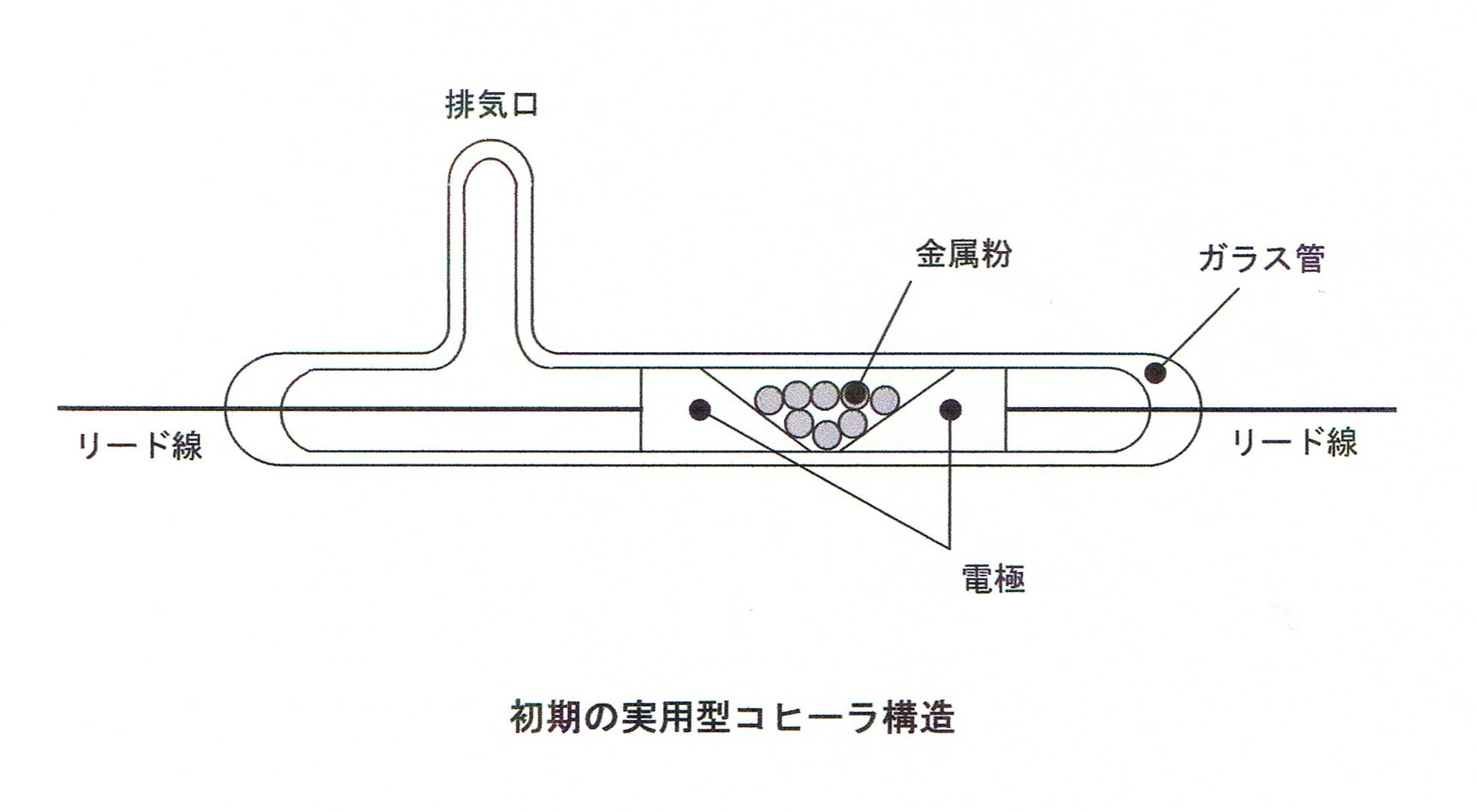

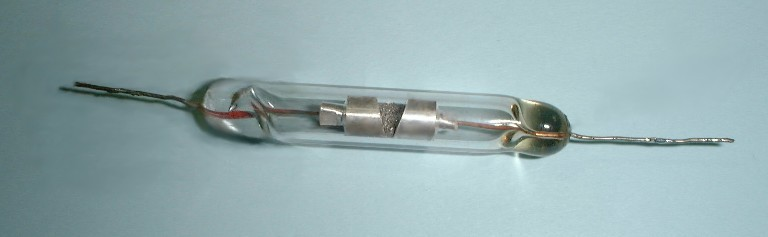
初期型コヒーラ（検証用復元品）

コヒーラ検波器（コヒーラけんぱき）は、無線通信の黎明期に発明された電磁波検出装置である。1890年、金属粉末の電気伝導性を研究していたエドアール・ブランリーによって金属粉末に高周波が到来すると電気抵抗が激減、直流電流が流れる現象が確認された。この現象をリヴァプール大学教授のオリバー・ロッジが検波器に応用、1894年、王立アカデミーで発表した。現象の発見当時、その現象は高周波により電極と金属粉末同士が「密着する」ためであると考えられ、"cohere"（密着する）から「コヒーラ」と呼ばれるようになった。

## 概要
普通、一対の金属電極間に金属の粒、粉、小片など（以下金属粉とする）をゆるく挟み込み、絶縁容器などに納めた構造のものをコヒーラという（ブランリー本人はコヒーラではなく、「ラジオコンダクタ」と命名したとされる。実用に供されるものはガラスなどの絶縁管に電極と金属粉を納めた構造のものが一般的であるため、彼の名にちなんで「ブランリー管」ともいう）。通常、コヒーラの電極間の電気抵抗は高抵抗値を示すが、電磁波を受けると電気抵抗が減少、ほぼ短絡状態となり不可逆となる。すなわちコヒーラは電磁波を電極間の電気抵抗値の変化として検出するものである。電極間の電気抵抗が減少して不可逆となる状態をコヒーアという。コヒーアを解除して電極間の電気抵抗値をもとの高抵抗値に復帰させるためには、コヒーラに機械的な振動や衝撃を与える必要がある。コヒーラに機械的な振動や衝撃を与える操作をデ・コヒーアと呼び、機械的な振動や衝撃を与える機構をデ・コヒーラという。コヒーラのみをコヒーラ検波器と呼ぶこともあるが、コヒーラとデ・コヒーラは普通、一体として用いられることから、コヒーラとデ・コヒーラをあわせた装置全体をコヒーラ検波器と呼ぶことが多い。

## 動作
コヒーラの動作は長年、謎あるいは仮説とされていた部分が多く、20世紀末になっても試行錯誤による改良が種々試みられていたが、2017年現在、ほぼその全容が解明されている。
すなわち巨視的には電極間に高周波電力を印加すると、電極と金属粉、金属粉同士の微小な接触部分に生じる電界集中により、それぞれの表面を覆っている、自然に、もしくは人工的に形成された、通常は高い電気抵抗を有するごく薄い金属化合物膜（酸化、水酸化膜など）が電圧により降伏、続いてこの部分に集中する電流によって金属化合物膜が破壊され、下地の金属同士が接合してほぼ短絡状態となることによる。従って高周波電力のみならず、静電気などに対しても動作する。デ・コヒーアにより機械的にこの接合が解除され、もとの高電気抵抗値となる。
また微視的には、コヒーアの開始（導通の開始）はショットキー接合部の格子欠陥によるヒステリシス現象による。すなわち金属化合物膜は微細孔を多く持つ薄膜、すなわち半導体であり、その微細孔の内側表面には多くの格子欠陥があり、集中した電流によって発生する、ショットキー障壁を越えた余分なエネルギーを持つ電子によって、金属化合物の価電子帯から励起された電子がこの格子欠陥部に形成された高密度の界面準位にトラップ、このトラップされた電子の持つ電荷により、ショットキー障壁はトンネル効果の発生する厚さ以下となり、いわゆるトンネルリングスポットを通して通電するようになるためであることがわかった。また微小な接触部分に生じる金属接合についても、従来の仮説（溶着現象）が実験によりほぼ確かめられている。

## ニコラ・テスラによる実験
ニコラ・テスラが1898年に無線操縦の特許を取得してニューヨークのマディソン・スクエア・ガーデンで無線操縦の船舶模型を実演した記録がある。

## 材料
電極に適する材料は湿度などの環境影響をできるだけ受けないものがよく、金属粉に適する材料は、その表面に環境影響をできるだけ受けない上述の適当な薄膜、すなわちトンネル現象を生じる程度の薄膜を形成するものであり、ニッケル、アルミニウムがその代表とされるが、他に、亜鉛、鉄、さらには真鍮などの合金、その他多くの導電材料で、その現象・動作を確認することができる。

## 実用

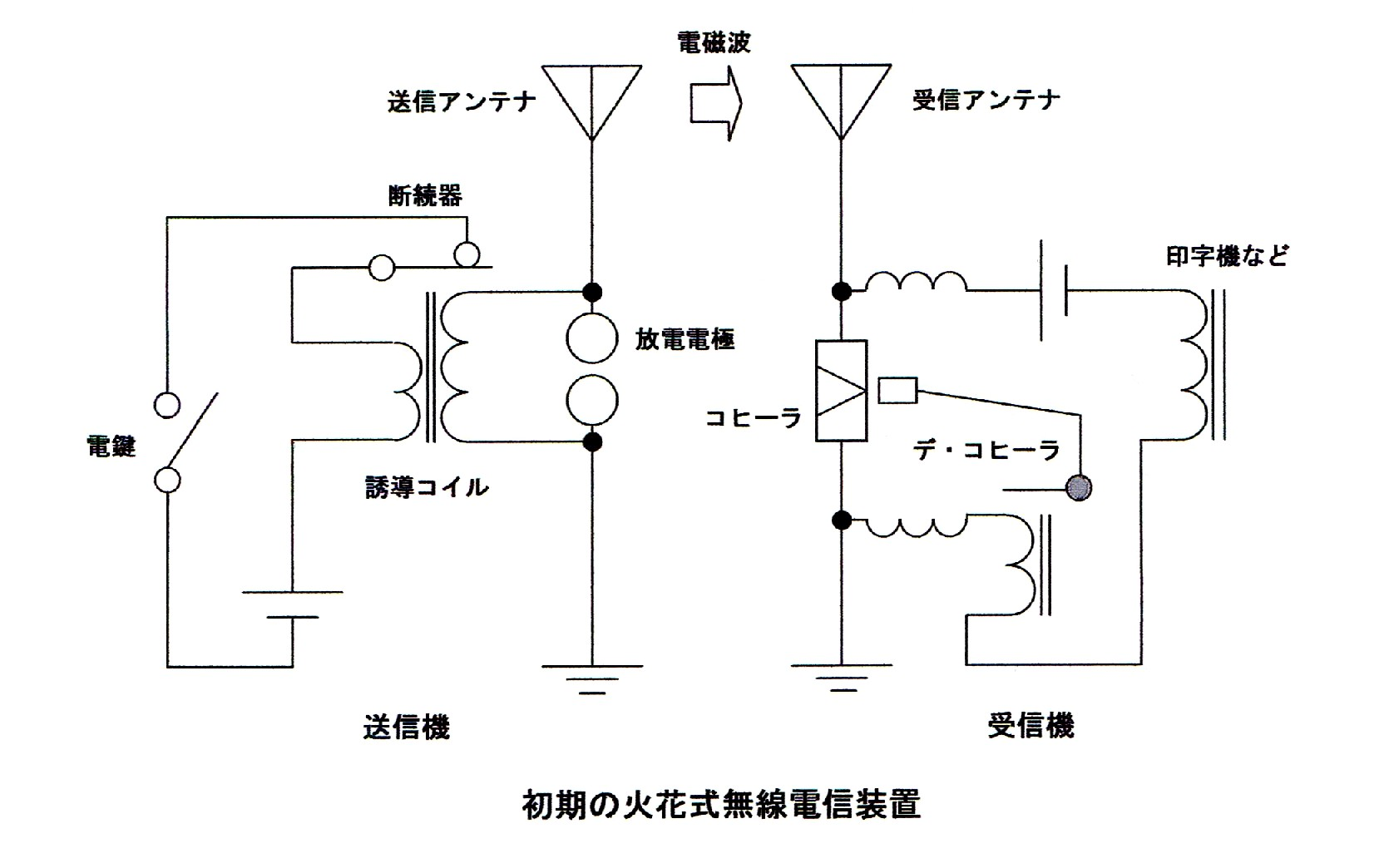

コヒーラの発明当時に他に便利な検波器はなかったため、各国で改良、生産され、無線通信（電信）の実用に広く供された。初期のコヒーラは主として銀電極間にニッケルと銀の混合粉をゆるく挟み、湿度などの環境影響を抑えるために低真空のガラス管中に封じ込んだものであった。金属粉同士および金属粉と電極の接触状態により特性が変わるため、このタイプのコヒーラの電極は金属粉との接触面を斜めとし、管を回転させて特性調整ができるように工夫されているものが多い（電極が斜めであれば、金属粉がばらばらになりやすく、デ・コヒーアが容易であることもある）。他に、可動電極により特性調整するようにしたものもある。
コヒーラは初期のマルコーニ社製の無線電信機や日露戦争当時の日本海軍の無線機にも使用されていた。なお、グリエルモ・マルコーニが1901年（明治34年）12月の大西洋横断無線通信実験に用いたコヒーラは、インドのジャガディッシュ・チャンドラ・ボースの発明した、デ・コヒーラ不要の水銀を用いたコヒーラを応用したものである。このコヒーラは一種の半導体ダイオードである。
1905年11月、アメリカのヒューゴー・ガーンズバックが世界で初めて一般大衆に向けて通信販売を開始した無線装置「テリムコ」は、非同調式の普通火花間隙による送信機と、同じく非同調式のコヒーラ検波器による受信機を対にしたものだった。

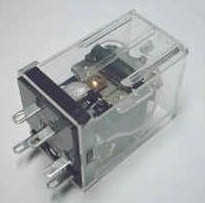
実用されているコヒーラ検波器の例（避雷センサ）

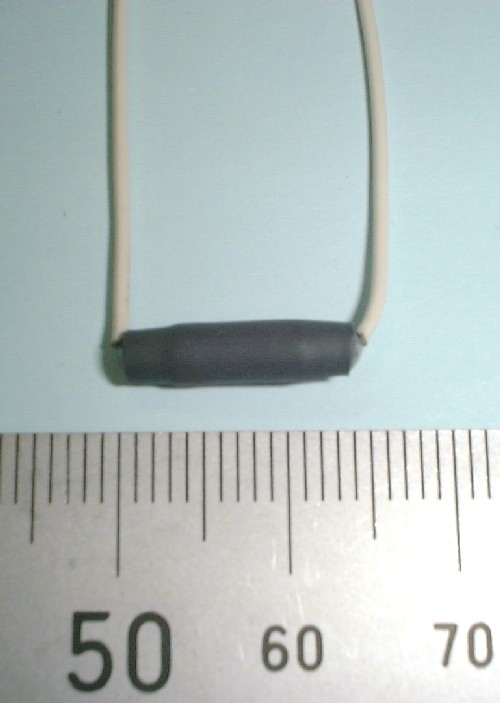
避雷センサ用コヒーラ

上図はテリムコをはじめとする、初期の非同調式による火花無線電信装置のモデルである。
送信機（火花送信機）の電鍵をONとすると、誘導コイルの1次側に電流が流れ、断続器の接点が開放される。断続器の接点が開放されると誘導コイルの1次側の電流が途絶え、断続器の接点は再び閉ざされる。この接点開閉により誘導コイルの2次側には大きな電圧が生じ放電電極に火花放電が発生、この火花放電により電磁波が発生し、送信アンテナより電磁波が空間中に放射される。電鍵がONとなっている間、断続器の接点は短時間に開閉を繰り返すため、電鍵がONとなっている間、電磁波は放射され続ける。電鍵をONにする時間を変えることにより電磁波の放射時間を変える。この時間の変え方をモールス符号とすると、電磁波のON、OFFの形で文字情報を送り出すことができる。受信機では受信アンテナがこの電磁波を受け、コヒーラが短絡状態となって回路が閉じ印字機などが動作して電磁波の到来を検出、デ・コヒーラが動作してコヒーラをデ・コヒーアする。印字機などの動作は電磁波のON、OFFを反映したものとなり、モールス符号を再び文字とすることができる。
コヒーラ検波器は、無線電信のような電波を検出するだけの文字通りの「検波」にしか用いることができない、特性不安定、機械的なデ・コヒーラの動作などで通信速度に限界がある、などの多くの欠点があった。その後、より性能が良く、また無線電話の復調といった（慣例的にこちらも「検波」と呼ばれているが）機能にも用いることのできる鉱石検波器、二極真空管（ダイオード）が発明された事により、コヒーラは徐々に廃れ、実用の無線通信に供されることはなくなったが、玩具、教材用として、古くは1937年に朝日屋から出版されていた科学雑誌の科学と模型誌に火花送信機とコヒーラ検波器を利用した科学模型の製作記事が掲載されている。1955年に発売された増田屋のラジコンバスや最近では科学教材（学習研究社のラジオコントロールカーなど）に用いられている。また実験用科学教材でも利用されている。